# Widawa (stacja kolejowa)
Widawa – dawna wąskotorowa stacja kolejowa we Wrocławiu, w dzielnicy Widawa, w województwie dolnośląskim, w Polsce. Została otwarta w 1898 roku i funkcjonowała do 1958 roku.